# Герб Волгограда
Герб Волгограда — геральдический символ Волгограда.
Герб окончательно утвержден Постановлением Волгоградского городского Совета народных депутатов от 31 марта 1999 года №55/602. Из-за несоответствий методическим рекомендациям Геральдического совета при Президенте РФ гербу Волгограда отказано в государственной регистрации до внесения соответствующих изменений.

## Описание и обоснование символики
Официальное описание герба:

Общая форма герба города — героя Волгограда является традиционно-геральдической. В основу его взят щит золотистого цвета, разделенный на две половины лентой медали „За оборону Сталинграда“. Верхняя половина герба представляет собой символическое изображение неприступной крепости на Волге. Она представлена в виде зубцов крепостной стены, окрашенной в красный цвет. Красный цвет символизирует мужество, державность, кровь, пролитую за отечество, силу, энергию. Дополняет это Медаль «Золотая Звезда», которой награждён город, изображенная золотистым цветом на общем красном фоне. В нижней половине герба изображена золотистого цвета шестерня, символизирующая развитую промышленность и индустрию города, и золотистого цвета сноп пшеницы — символ изобилия волгоградской земли. Голубой цвет по всему полю в этой части герба символизирует Волгу. Соотношение ширины к высоте должно составлять 8:9. В таком виде герб существует по сегодняшний день.
Современный герб Волгограда представляет собой щит золотистого цвета, разделённый на две половины лентой медали «За оборону Сталинграда» (ленту медали обычно изображают зеленой, хотя на самом деле она светло-оливковая). Верхняя половина герба представляет собой символическое изображение неприступной крепости на Волге. Она представлена в виде зубцов крепостной стены, окрашенной в красный цвет. Красный цвет символизирует мужество, державность, кровь, пролитую за отечество, силу, энергию. Дополняет это медаль «Золотая Звезда», которой награждён город, изображённая золотистым цветом на общем красном фоне. В нижней половине герба изображена золотистого цвета шестерня, символизирующая развитую промышленность и индустрию города, и золотистого цвета сноп пшеницы — символ изобилия волгоградской земли. Голубой цвет по всему полю в этой части герба символизирует Волгу. Соотношение ширины к высоте должно составлять 8:9.
Вопрос о создании нового герба встал после присвоения Волгограду звания города-героя в 1965 году. 10 января 1966 года принято постановление исполнительного комитета  Волгоградского городского Совета депутатов трудящихся «О гербе города-героя Волгограда». Был объявлен конкурс проектов с условиями — отразить в гербе подвиг города в Обороне Царицына, Сталинградской битве и созидательный труд горожан после войны. Первого места не занял никто, но после дополнительной работы группы художников из Художественного фонда (Евгения Борисовича Обухова, Германа Николаевича Ли, Алексея Григорьевича Бровко и Геннадия Александровича Ханова) появился проект герба, который был утвержден 4 марта 1968 года, решением сессии Волгоградского городского Совета народных депутатов, под председательством Королёва Ивана Михайловича.

## История
С 1729—1730 года в качестве герба в Царицыне использовалось знамя царицынского драгунского полка. Впервые изображение было приведено в знамённом гербовнике полков Российской Империи. Описание его звучало так:
Два белые осетра, поле красное.
В 1854 году Царицын получил свой первый, официальный герб. Он был утвержден императором Николаем I 29 октября и Сенатом 16 декабря.
В верхней части щита герб Саратовский. В нижней — в червленном поле две серебряные крестообразно расположенные стерляди, в ознаменование производящейся в том крае ловли стерлядей.
Впоследствии в изображении герба появились атрибуты, соответствующие статусу губернского города — золотая императорская корона и венок из дубовых листьев обвитый Андреевской лентой.
В соответствии с реформой Б. В. Кёне в конце XIX и до 1918 года в Саратовской губернии и в делопроизводстве Царицынского уезда использовался модифицированный герб, представлявший собой в червленом поле серебряную (лазуревую?) волнообразную перевязь слева, обремененную двумя лазуревыми осетрами. В вольной части — герб Саратовской губернии.
После 1918 года городской герб не использовался.
- Вариант изображения знамени царицынского драгунского полка 1729 года
- Герб Царицына 1854 года
- Неутверждённый проект герба Царицына 1857 года

### Проекты герба Волгограда
Поскольку герб Волгограда, использующийся с 1968 года, не может быть внесен в Геральдический регистр РФ, то в городе неоднократно объявлялся конкурс на разработку нового герба города, также разными авторами в разное время предлагались различные проекты герба города как в рамках проводимых конкурсов, так и вне их.

В 2005 году был представлен проект герба Волгограда, подготовленный художником Владиславом Ковалем. Описание проекта полного герба:
На красном геральдическом щите, увенчанном крепостной башней, изображены два перекрещенных осетра. Поддерживают щит стрелец и солдат-бронебойщик времен Сталинградской битвы. В нижней части герба - в венке из дубовых и лавровых листьев Золотая звезда города-героя.
В июне 2007 года этот проект обсуждался городской Думой и получил поддержку некоторых депутатов. Решением Волгоградской городской Думы от 4 июля 2007 г. №47/1143 на 23 июля 2007 года были назначены публичные слушания по проекту решения Волгоградской городской Думы "Об утверждении герба города-героя Волгограда и внесении изменений в Положение о гербе и флаге города-героя Волгограда. Но в итоге проект не был утвержден.